# Yoper
Yoper (acronimo per Your Operating System, "Il tuo sistema operativo") è una distribuzione GNU/Linux per computer con processori i686 o successivi.
È una distribuzione adatta per i desktop ma comprende tool per la gestione di server. Il riconoscimento hardware sfrutta programmi di Knoppix, Kanotix e Red Hat. Il sistema di gestione dei pacchetti è RPM coadiuvato da smart-rpm e apt.
Andreas Girardet, fondatore del progetto, curò Yoper fino alla versione 2.2, fino a quando passò allo sviluppo di OpenSUSE. Il progetto divenuto quindi orfano venne adottato da Tobias Gerschnerd.